# Tomos-Rennmaschine

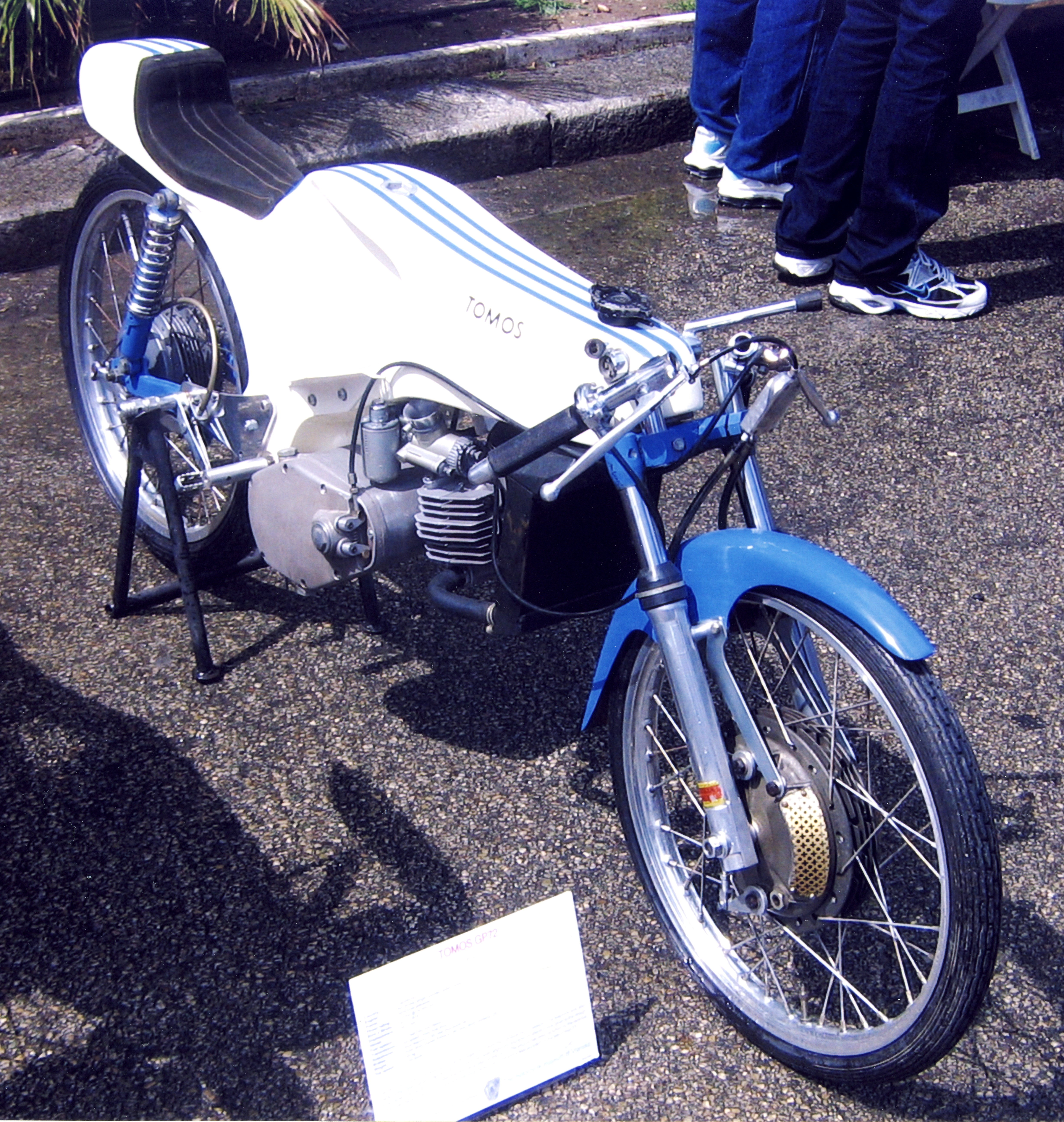
Tomos D6 1972

Die Tomos-Rennmaschine war das einzige Rennmotorrad eines jugoslawischen Herstellers, das an der Motorrad-Weltmeisterschaft teilnahm.

## Anfänge
Tomos entwickelte bereits 1960 das luftgekühlte Straßenrennmotorrad D5 mit 50 cm³ Hubraum für Privatfahrer in der kleinsten Hubraumklasse. Das Nachfolgemodell D6 von 1967 war luft-, die D6 ab 1968 wassergekühlt. Bei der Motorrad-Weltmeisterschaft 1969 konnte Gilberto Parlotti auf einer wassergekühlten Tomos D6 den sechsten Gesamtplatz erreichen, 1970 gleich im ersten Lauf des Großen Preises von Deutschland (auf der Nürburgring-Nordschleife) auf den dritten Rang fahren und in dieser Klasse den neunten Gesamtplatz erreichen.

## DM GP
1978 entwickelte Tomos für die Motorradweltmeisterschaft erstmals einen völlig selbsttragenden Monocoque-Rahmen aus kohlenstofffaserverstärktem Kunststoff. Das Hinterrad wurde in einer konventionellen Kastenschwinge aus Stahl geführt, die Vorderradgabel wurde von Marzocchi geliefert. Einem Erfolg stand jedoch die im Verhältnis zur Konkurrenz unterlegene Motorleistung sowie die technischen und finanziellen Möglichkeiten von Tomos im Wege. 1981 wurde das Projekt Rennmotorrad eingestellt.
| Technische Daten (Modell 1978) | Tomos DM GP            |
| Bohrung                        | 40 mm                  |
| Hub                            | 39,6 mm                |
| Hubraum                        | 49 cm³                 |
| Verdichtungsverhältnis         | 14: 1                  |
| Vergaser                       | 30 mm Bing             |
| Leistung                       | 17 PS bei 15.000 min−1 |
| Leergewicht                    | 53 kg                  |
| Radstand                       | 1240 mm                |
| Nachlauf                       | 70 mm                  |
| Lenkkopfwinkel                 | 62 Grad                |